# Kabupaten de Tabanan
Le kabupaten de Tabanan, en indonésien Kabupaten Tabanan, est un kabupaten d'Indonésie dans la province de Bali. Son chef-lieu s'appelle également Tabanan.

## Géographie
Tabanan est bordé :
- Au nord, par le kabupaten de Buleleng,
- À l'est, par celui de Badung,
- Au sud, par l'océan Indien et
- À l'ouest, par kabupaten de Jembrana.

## Districts
- Kediri
- Marga
- Baturiti
- Tabanan
- Kerambitan
- Selemadeg
- Selemadeg Kulon
- Selemadeg Wetan
- Pupuan
- Penebel

## Histoire
Tabanan était un des huit royaumes balinais reconnus par le gouvernement colonial au moment de l'intégration de Bali dans les Indes néerlandaises.

## Tourisme

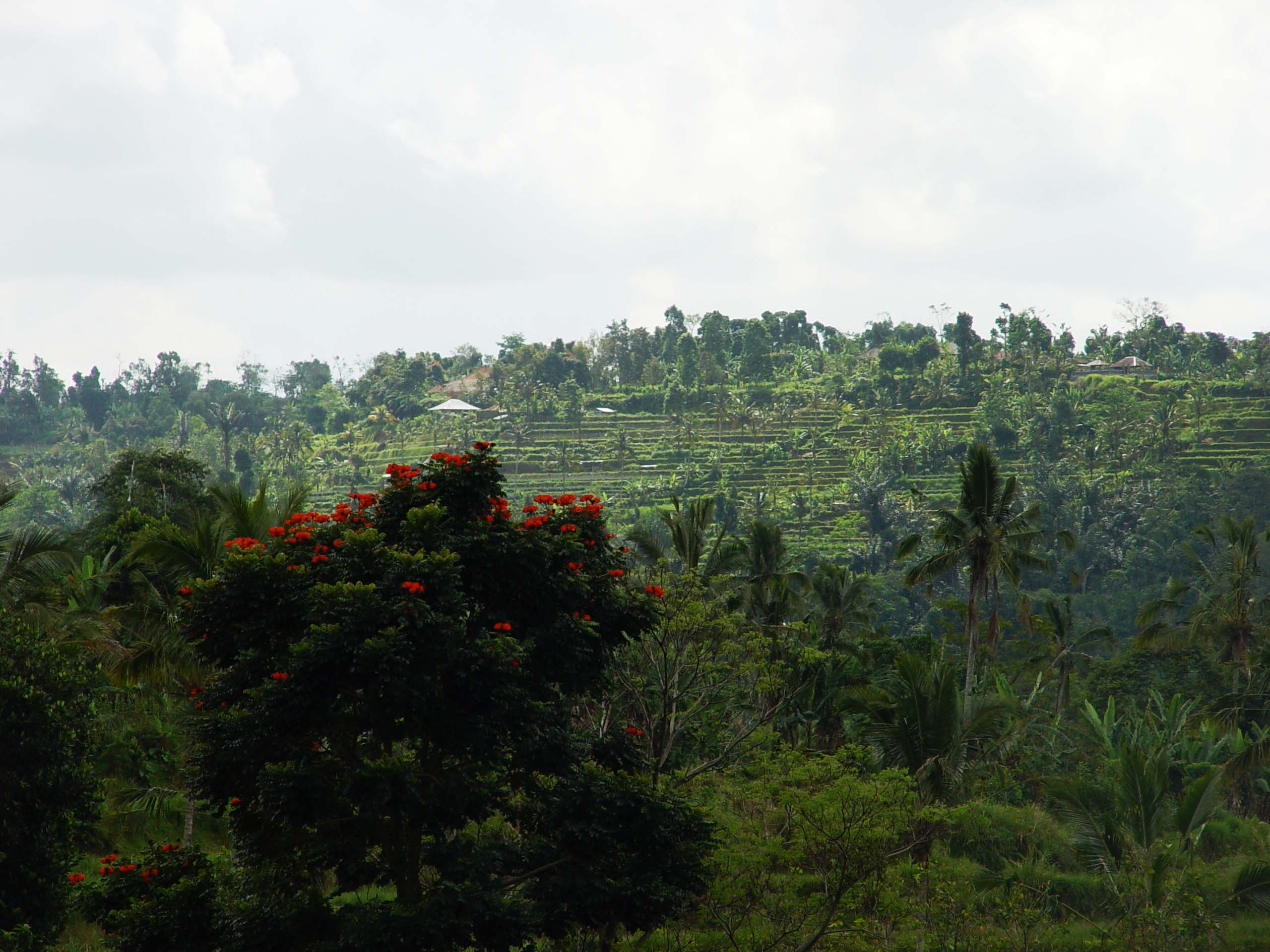
Vue de la station touristique de montagne de Pacung

- Temple de Batukaru
- Lac Bratan
- Pacung
- Jardin botanique de Bali